# Svetovno prvenstvo v slalomu na divjih vodah
Svetovno prvenstvo v slalomu na divjih vodah je vsakoletno svetovno prvenstvo v kajaku in kanuju na divjih vodah, ki ga od leta 1949 organizira Mednarodna kajakaška zveza. Od leta 2002 poteka vsako leto, razen v letih poletnih olimpijskih iger, med letoma 1949 in 1999 je potekalo na dve leti. Prvenstvo leta 2001 v ZDA je bilo odpovedano zaradi terorističnih napadov 11. septembra 2001.
Moške tekme v kajakih enosedih (K1) in kanujih enosedih (C1) tako posamično, kot tudi ekipno, potekajo od začetka prvenstev. Ženske tekme K1 posamično in ekipno potekajo od leta 2010, kot tudi C1 posamično, ekipno pa od leta 2011. Do leta 2018 je potekala disciplina C2 za moške. Od leta 2017 potekajo tudi tekme v kajakaškem krosu.

## Pregled prvenstev
| #  | Leto | Prizorišče        | Država              | Discipline |
| -- | ---- | ----------------- | ------------------- | ---------- |
| 1  | 1949 | Ženeva            | Švica               | 8          |
| 2  | 1951 | Steyr             | Avstrija            | 8          |
| 3  | 1953 | Merano            | Italija             | 8          |
| 4  | 1955 | Tacen             | Jugoslavija         | 9          |
| 5  | 1957 | Augsburg          | Zahodna Nemčija     | 10         |
| 6  | 1959 | Ženeva            | Švica               | 9          |
| 7  | 1961 | Hainsberg         | Vzhodna Nemčija     | 8          |
| 8  | 1963 | Špital ob Dravi   | Avstrija            | 9          |
| 9  | 1965 | Špital ob Dravi   | Avstrija            | 10         |
| 10 | 1967 | Lipno             | Češkoslovaška       | 9          |
| 11 | 1969 | Bourg St.-Maurice | Francija            | 10         |
| 12 | 1971 | Merano            | Italija             | 9          |
| 13 | 1973 | Muotathal         | Švica               | 9          |
| 14 | 1975 | Skopje            | Jugoslavija         | 9          |
| 15 | 1977 | Špital ob Dravi   | Avstrija            | 9          |
| 16 | 1979 | Jonquière         | Kanada              | 8          |
| 17 | 1981 | Bala              | Združeno kraljestvo | 9          |
| 18 | 1983 | Merano            | Italija             | 8          |
| 19 | 1985 | Augsburg          | Zahodna Nemčija     | 8          |
| 20 | 1987 | Bourg St.-Maurice | Francija            | 8          |
| 21 | 1989 | Savage River      | ZDA                 | 8          |
| 22 | 1991 | Tacen             | Jugoslavija         | 8          |
| 23 | 1993 | Mezzana           | Italija             | 8          |
| 24 | 1995 | Nottingham        | Združeno kraljestvo | 8          |
| 25 | 1997 | Três Coroas       | Brazilija           | 8          |
| 26 | 1999 | La Seu d'Urgell   | Španija             | 8          |
| 27 | 2002 | Bourg St.-Maurice | Francija            | 8          |
| 28 | 2003 | Augsburg          | Nemčija             | 8          |
| 29 | 2005 | Penrith           | Avstralija          | 7          |
| 30 | 2006 | Praga             | Češka               | 8          |
| 31 | 2007 | Foz do Iguaçu     | Brazilija           | 8          |
| 32 | 2009 | La Seu d'Urgell   | Španija             | 8          |
| 33 | 2010 | Tacen             | Slovenija           | 9          |
| 34 | 2011 | Bratislava        | Slovaška            | 9          |
| 35 | 2013 | Praga             | Češka               | 10         |
| 36 | 2014 | Deep Creek Lake   | ZDA                 | 9          |
| 37 | 2015 | London            | Združeno kraljestvo | 10         |
| 38 | 2017 | Pau               | Francija            | 12         |
| 39 | 2018 | Rio de Janeiro    | Brazilija           | 11         |
| 40 | 2019 | La Seu d'Urgell   | Španija             | 9          |
| 40 | 2019 | Praga (ekstremno) | Češka               | 2          |
| 41 | 2021 | Bratislava        | Slovaška            | 10         |
| 42 | 2022 | Augsburg          | Nemčija             | 10         |
| 43 | 2023 | London            | Združeno kraljestvo | 10         |
| 44 | 2025 | Penrith           | Avstralija          |            |
| 45 | 2026 | Oklahoma City     | ZDA                 |            |

## Dobitniki medalj

### Moški kanu

#### C1
| Prvenstvo              | Zlato                      | Srebro                     | Bron                     |
| Ženeva 1949            | Pierre d'Alençon (FRA)     | Paul Huguet (FRA)          | Jan Brzák-Felix (TCH)    |
| Steyr 1951             | Charles Dussuet (SUI)      | Jaroslav Váňa (TCH)        | Jacques Marsigny (FRA)   |
| Merano 1953            | Charles Dussuet (SUI)      | Václav Nič (TCH)           | Vladimír Jirásek (TCH)   |
| Tacen 1955             | Vladimír Jirásek (TCH)     | Luděk Beneš (TCH)          | Karl-Heinz Wozniak (GDR) |
| Augsburg 1957          | Manfred Schubert (GDR)     | Emil Zimmermann (GDR)      | Jean-Claude Tochon (SUI) |
| Ženeva 1959            | Vladimír Jirásek (TCH)     | Manfred Schubert (GDR)     | Karl-Heinz Wozniak (GDR) |
| Hainsberg 1961         | Manfred Schubert (GDR)     | Bohuslav Pospíchal (TCH)   | Ingo Kirsch (GDR)        |
| Špital ob Dravi 1963   | Manfred Schubert (GDR)     | Gert Kleinert (GDR)        | Jean-Claude Tochon (SUI) |
| Špital ob Dravi 1965   | Gert Kleinert (GDR)        | Luděk Beneš (TCH)          | Manfred Schubert (GDR)   |
| Lipno 1967             | Wolfgang Peters (FRG)      | Harald Cuypers (FRG)       | Karel Kumpfmüller (TCH)  |
| Bourg St.-Maurice 1969 | Wolfgang Peters (FRG)      | Reinhold Kauder (FRG)      | Zbyněk Puleč (TCH)       |
| Merano 1971            | Reinhold Kauder (FRG)      | Wulf Reinicke (GDR)        | Petr Sodomka (TCH)       |
| Muotathal 1973         | Reinhard Eiben (GDR)       | Karel Třešňák (TCH)        | Udo Müller (GDR)         |
| Skopje 1975            | Petr Sodomka (TCH)         | Jaroslav Radil (TCH)       | Harald Heinrich (GDR)    |
| Špital ob Dravi 1977   | Petr Sodomka (TCH)         | Peter Massalski (GDR)      | Karel Třešňák (TCH)      |
| Jonquière 1979         | Jon Lugbill (USA)          | David Hearn (USA)          | Bob Robison (USA)        |
| Bala 1981              | Jon Lugbill (USA)          | David Hearn (USA)          | Jean Sennelier (FRA)     |
| Merano 1983            | Jon Lugbill (USA)          | David Hearn (USA)          | Jože Vidmar (YUG)        |
| Augsburg 1985          | David Hearn (USA)          | Jon Lugbill (USA)          | Martyn Hedges (GBR)      |
| Bourg St.-Maurice 1987 | Jon Lugbill (USA)          | David Hearn (USA)          | Bruce Lessels (USA)      |
| Savage River 1989      | Jon Lugbill (USA)          | David Hearn (USA)          | Thierry Humeau (FRA)     |
| Tacen 1991             | Martin Lang (GER)          | Adam Clawson (USA)         | Jacky Avril (FRA)        |
| Mezzana 1993           | Martin Lang (GER)          | Hervé Delamarre (FRA)      | Sören Kaufmann (GER)     |
| Nottingham 1995        | David Hearn (USA)          | Sören Kaufmann (GER)       | Michal Martikán (SVK)    |
| Três Coroas 1997       | Michal Martikán (SVK)      | Lukáš Pollert (CZE)        | Gareth Marriott (GBR)    |
| La Seu d'Urgell 1999   | Emmanuel Brugvin (FRA)     | Robin Bell (AUS)           | Michal Martikán (SVK)    |
| Bourg St.-Maurice 2002 | Michal Martikán (SVK)      | Jan Benzien (GER)          | Patrice Estanguet (FRA)  |
| Augsburg 2003          | Michal Martikán (SVK)      | Tony Estanguet (FRA)       | Stefan Pfannmöller (GER) |
| Penrith 2005           | Robin Bell (AUS)           | Tony Estanguet (FRA)       | Michal Martikán (SVK)    |
| Praga 2006             | Tony Estanguet (FRA)       | Michal Martikán (SVK)      | Stanislav Ježek (CZE)    |
| Foz do Iguaçu 2007     | Michal Martikán (SVK)      | Tony Estanguet (FRA)       | Robin Bell (AUS)         |
| La Seu d'Urgell 2009   | Tony Estanguet (FRA)       | Michal Martikán (SVK)      | Jan Benzien (GER)        |
| Tacen 2010             | Tony Estanguet (FRA)       | Michal Martikán (SVK)      | Jordi Domenjó (ESP)      |
| Bratislava 2011        | Denis Gargaud Chanut (FRA) | Nico Bettge (GER)          | Matej Beňuš (SVK)        |
| Praga 2013             | David Florence (GBR)       | Alexander Slafkovský (SVK) | Benjamin Savšek (SLO)    |
| Deep Creek Lake 2014   | Fabien Lefèvre (USA)       | Benjamin Savšek (SLO)      | Franz Anton (GER)        |
| London 2015            | David Florence (GBR)       | Benjamin Savšek (SLO)      | Ryan Westley (GBR)       |
| Pau 2017               | Benjamin Savšek (SLO)      | Alexander Slafkovský (SVK) | Michal Martikán (SVK)    |
| Rio de Janeiro 2018    | Franz Anton (GER)          | Ryan Westley (GBR)         | Sideris Tasiadis (GER)   |
| La Seu d'Urgell 2019   | Cédric Joly (FRA)          | Ander Elosegi (ESP)        | Luka Božič (SLO)         |
| Bratislava 2021        | Václav Chaloupka (CZE)     | Alexander Slafkovský (SVK) | Franz Anton (GER)        |
| Augsburg 2022          | Sideris Tasiadis (GER)     | Alexander Slafkovský (SVK) | Franz Anton (GER)        |
| London 2023            | Benjamin Savšek (SLO)      | Nicolas Gestin (FRA)       | Paolo Ceccon (ITA)       |

#### C1 ekipno
| Prvenstvo              | Zlato                                                                           | Srebro                                                                             | Bron                                                                        |
| Ženeva 1949            | Pierre d'Alençon · Paul Huguet · Marcel Renaud · Francija                       | Jan Brzák-Felix Jiří Purchart Bohuslav Karlík Češkoslovaška                        | –                                                                           |
| Steyr 1951             | Václav Nič Jaroslav Váňa Jan Pecka Češkoslovaška                                | Jacques Marsigny · Roger Paris · Pierre Biehler · Francija                         | –                                                                           |
| Merano 1953            | Vladimír Jirásek Jan Šulc Stanislav Jánský Češkoslovaška                        | Jean-Paul Rössinger Roland Bardet Charles Dussuet Švica                            | Jacques Marsigny · Jacques Velard · Pierre Biehler · Francija               |
| Tacen 1955             | Vladimír Jirásek Jiří Hradil Luděk Beneš Češkoslovaška                          | Karl-Heinz Wozniak Dieter Fritzsche Manfred Schubert Nemška demokratična republika | Roland Bardet Jean-Claude Tochon Robert Inhelder Švica                      |
| Augsburg 1957          | Günther Beck Heiner Stumpf Otto Stumpf Zvezna republika Nemčija                 | Emil Zimmermann Gert Kleinert Manfred Schubert Nemška demokratična republika       | Luděk Beneš Jiří Hradil Vladimír Jirásek Češkoslovaška                      |
| Ženeva 1959            | Luděk Beneš Václav Janovský Vladimír Jirásek Češkoslovaška                      | Manfred Schubert Karl-Heinz Wozniak Gert Kleinert Nemška demokratična republika    | Jean-Claude Tochon Marcel Roth Roland Bardet Švica                          |
| Hainsberg 1961         | Tibor Sýkora Jaroslav Pollert Bohuslav Pospíchal Češkoslovaška                  | Karl-Heinz Wozniak Manfred Schubert Gert Kleinert Nemška demokratična republika    | Jean-Claude Tochon Michel Weber Marcel Roth Švica                           |
| Špital ob Dravi 1963   | Karl-Heinz Wozniak Gert Kleinert Manfred Schubert Nemška demokratična republika | Norbert Schmidt Heiner Stumpf Otto Stumpf Zvezna republika Nemčija                 | Jean-Claude Tochon Heinz Grobat Marcel Roth Švica                           |
| Špital ob Dravi 1965   | Jiří Vočka Luděk Beneš Bohuslav Pospíchal Češkoslovaška                         | Christian Kaufmann Heiner Stumpf Otto Stumpf Zvezna republika Nemčija              | Jochen Förster Gert Kleinert Manfred Schubert Nemška demokratična republika |
| Lipno 1967             | Petr Sodomka Karel Kumpfmüller Bohuslav Pospíchal Češkoslovaška                 | Jochen Förster Manfred Schubert Jürgen Köhler Nemška demokratična republika        | Harald Cuypers Wolfgang Peters Otto Stumpf Zvezna republika Nemčija         |
| Bourg St.-Maurice 1969 | Wolfgang Peters Harald Cuypers Reinhold Kauder Zvezna republika Nemčija         | František Kadaňka Zbyněk Puleč Petr Sodomka Češkoslovaška                          | Claude Baux · François Bonnet · Michel Trenchant · Francija                 |
| Merano 1971            | Jürgen Köhler Wulf Reinicke Jochen Förster Nemška demokratična republika        | Wolfgang Peters Harald Cuypers Reinhold Kauder Zvezna republika Nemčija            | Zbyněk Puleč Karel Třešňák Petr Sodomka Češkoslovaška                       |
| Muotathal 1973         | Karel Třešňák Petr Sodomka Jaroslav Radil Češkoslovaška                         | Reinhard Eiben Peter Massalski Udo Müller Nemška demokratična republika            | Walter Horn Wolfgang Peters Josef Schumacher Zvezna republika Nemčija       |
| Skopje 1975            | Petr Sodomka Jaroslav Radil Karel Třešňák Češkoslovaška                         | Reinhard Eiben Peter Massalski Harald Heinrich Nemška demokratična republika       | Walter Horn Dietmar Moos Dieter Remmlinger Zvezna republika Nemčija         |
| Špital ob Dravi 1977   | Reinhard Eiben Peter Massalski Lutz Körner Nemška demokratična republika        | Dietmar Moos Ernst Libuda Walter Horn Zvezna republika Nemčija                     | Jaroslav Radil Karel Třešňák Petr Sodomka Češkoslovaška                     |
| Jonquière 1979         | Jon Lugbill · David Hearn · Bob Robison · ZDA                                   | Jürgen Schnitzerling Walter Horn Udo Werner Zvezna republika Nemčija               | Milan Gába Karel Třešňák Karel Ťoupalík Češkoslovaška                       |
| Bala 1981              | Jon Lugbill · David Hearn · Ron Lugbill · ZDA                                   | Hervé Madore · Jean Sennelier · Jean Salamé · Francija                             | Gerald Moos Fredi Zimmermann Jürgen Schnitzerling Zvezna republika Nemčija  |
| Merano 1983            | Jon Lugbill · David Hearn · Kent Ford · ZDA                                     | Juraj Ontko Jozef Hajdučík Karel Ťoupalík Češkoslovaška                            | Martyn Hedges · Peter Keane · Jeremy Taylor · Združeno kraljestvo           |
| Augsburg 1985          | David Hearn · Jon Lugbill · Kent Ford · ZDA                                     | Gerald Moos Andreas Kübler Ulrich Weber Zvezna republika Nemčija                   | Edward Florian Piotr Sarata Adam Pietrasik Poljska                          |
| Bourg St.-Maurice 1987 | Jon Lugbill · David Hearn · Bruce Lessels · ZDA                                 | Jean Sennelier · Thierry Humeau · Jacky Avril · Francija                           | Juraj Ontko Jozef Hajdučík Jaroslav Slúčik Češkoslovaška                    |
| Savage River 1989      | Jon Lugbill · David Hearn · Jed Prentice · ZDA                                  | Thierry Humeau · Jacky Avril · Thierry Lepeltier · Francija                        | Borut Javornik Jože Vidmar Boštjan Žitnik Jugoslavija                       |
| Tacen 1991             | Adam Clawson · Jon Lugbill · Jed Prentice · ZDA                                 | Jacky Avril · Hervé Delamarre · Emmanuel Brugvin · Francija                        | Mark Delaney · Bill Horsman · Gareth Marriott · Združeno kraljestvo         |
| Mezzana 1993           | Jože Vidmar Boštjan Žitnik Simon Hočevar Slovenija                              | Bill Horsman · Gareth Marriott · Mark Delaney · Združeno kraljestvo                | Francesco Stefani Luca Della Libera Renato de Monti Italija                 |
| Nottingham 1995        | Vitus Husek · Sören Kaufmann · Martin Lang · Nemčija                            | Danko Herceg · Zlatko Sedlar · Stjepan Perestegi · Hrvaška                         | Michal Martikán Juraj Minčík Juraj Ontko Slovaška                           |
| Três Coroas 1997       | Michal Martikán Juraj Minčík Juraj Ontko Slovaška                               | Patrice Estanguet · Tony Estanguet · Yves Narduzzi · Francija                      | Simon Hočevar Gregor Terdič Sebastjan Linke Slovenija                       |
| La Seu d'Urgell 1999   | Krzysztof Bieryt Sławomir Mordarski Mariusz Wieczorek Poljska                   | Stefan Pfannmöller · Nico Bettge · Martin Lang · Nemčija                           | Patrice Estanguet · Emmanuel Brugvin · Tony Estanguet · Francija            |
| Bourg St.-Maurice 2002 | Přemysl Vlk Jan Mašek Stanislav Ježek Češka                                     | Sören Kaufmann · Jan Benzien · Stefan Pfannmöller · Nemčija                        | Jurij Korenjak Dejan Stevanovič Simon Hočevar Slovenija                     |
| Augsburg 2003          | Alexander Slafkovský Juraj Minčík Michal Martikán Slovaška                      | Tony Estanguet · Emmanuel Brugvin · Patrice Estanguet · Francija                   | Tomáš Indruch Jan Mašek Stanislav Ježek Češka                               |
| Penrith 2005           | Olivier Lalliet · Pierre Labarelle · Tony Estanguet · Francija                  | Nico Bettge · Stefan Pfannmöller · Jan Benzien · Nemčija                           | Tomáš Indruch Jan Mašek Stanislav Ježek Češka                               |
| Praga 2006             | Stefan Pfannmöller · Nico Bettge · Jan Benzien · Nemčija                        | Tomáš Indruch Jan Mašek Stanislav Ježek Češka                                      | David Florence · Stuart McIntosh · Daniel Goodard · Združeno kraljestvo     |
| Foz do Iguaçu 2007     | Tony Estanguet · Pierre Labarelle · Nicolas Peschier · Francija                 | Jan Benzien · Nico Bettge · Lukas Hoffmann · Nemčija                               | Stanislav Ježek Tomáš Indruch Jan Mašek Češka                               |
| La Seu d'Urgell 2009   | Alexander Slafkovský Michal Martikán Matej Beňuš Slovaška                       | Nicolas Peschier · Denis Gargaud Chanut · Tony Estanguet · Francija                | Jordi Domenjó Jon Ergüín Ander Elosegi Španija                              |
| Tacen 2010             | Michal Martikán Alexander Slafkovský Matej Beňuš Slovaška                       | Sideris Tasiadis · Jan Benzien · Franz Anton · Nemčija                             | Stanislav Ježek Jan Mašek Michal Jáně Češka                                 |
| Bratislava 2011        | Michal Martikán Alexander Slafkovský Matej Beňuš Slovaška                       | Sideris Tasiadis · Nico Bettge · Jan Benzien · Nemčija                             | Stanislav Ježek Vítězslav Gebas Tomáš Indruch Češka                         |
| Praga 2013             | Michal Martikán Alexander Slafkovský Matej Beňuš Slovaška                       | Sideris Tasiadis · Jan Benzien · Franz Anton · Nemčija                             | Denis Gargaud Chanut · Jonathan Marc · Nicolas Peschier · Francija          |
| Deep Creek Lake 2014   | Michal Martikán Alexander Slafkovský Matej Beňuš Slovaška                       | Michal Jáně Vítězslav Gebas Jan Mašek Češka                                        | Benjamin Savšek Luka Božič Anže Berčič Slovenija                            |
| London 2015            | Michal Martikán Alexander Slafkovský Matej Beňuš Slovaška                       | Sideris Tasiadis · Nico Bettge · Franz Anton · Nemčija                             | Benjamin Savšek Luka Božič Jure Lenarčič Slovenija                          |
| Pau 2017               | Matej Beňuš Alexander Slafkovský Michal Martikán Slovaška                       | Ryan Westley · David Florence · Adam Burgess · Združeno kraljestvo                 | Denis Gargaud Chanut · Martin Thomas · Edern Le Ruyet · Francija            |
| Rio de Janeiro 2018    | Alexander Slafkovský Michal Martikán Matej Beňuš Slovaška                       | Benjamin Savšek Luka Božič Anže Berčič Slovenija                                   | David Florence · Ryan Westley · Adam Burgess · Združeno kraljestvo          |
| La Seu d'Urgell 2019   | Alexander Slafkovský Michal Martikán Matej Beňuš Slovaška                       | Ander Elosegi Miquel Travé Luis Fernández Španija                                  | Kiril Setkin · Dimitrij Hramcov · Pavel Kotov · Rusija                      |
| Bratislava 2021        | Martin Thomas · Denis Gargaud Chanut · Nicolas Gestin · Francija                | Lukáš Rohan Václav Chaloupka Vojtěch Heger Češka                                   | Matej Beňuš Marko Mirgorodský Alexander Slafkovský Slovaška                 |
| Augsburg 2022          | Benjamin Savšek Luka Božič Anže Berčič Slovenija                                | Matej Beňuš Marko Mirgorodský Alexander Slafkovský Slovaška                        | Roberto Colazingari Raffaello Ivaldi Paolo Ceccon Italija                   |
| London 2023            | Nicolas Gestin · Jules Bernardet · Lucas Roisin · Francija                      | Adam Burgess · Ryan Westley · James Kettle · Združeno kraljestvo                   | Roberto Colazingari Raffaello Ivaldi Paolo Ceccon Italija                   |

#### C2
| Prvenstvo              | Zlato                                                           | Srebro                                                         | Bron                                                          |
| Ženeva 1949            | Michel Duboille · Jacques Rousseau · Francija                   | Claude Neveu · Roger Paris · Francija                          | Jan Brzák-Felix Bohumil Kudrna Češkoslovaška                  |
| Steyr 1951             | Claude Neveu · Roger Paris · Francija                           | Jacques Musson · André Pean · Francija                         | Václav Havel Jiří Pecka Češkoslovaška                         |
| Merano 1953            | Charles Dussuet Jean Engler Švica                               | Václav Nič Jan Šulc Češkoslovaška                              | Pierre d'Alençon · Jean-Luc Houssaye · Francija               |
| Tacen 1955             | Claude Neveu · Roger Paris · Francija                           | Dieter Friedrich Horst Kleinert Nemška demokratična republika  | František Hrabě Jiří Kotana Češkoslovaška                     |
| Augsburg 1957          | Dieter Friedrich Horst Kleinert Nemška demokratična republika   | Václav Havel Josef Hendrych Češkoslovaška                      | František Hrabě Jiří Kotana Češkoslovaška                     |
| Ženeva 1959            | Dieter Friedrich Horst Kleinert Nemška demokratična republika   | Václav Havel Josef Hendrych Češkoslovaška                      | Dieter Göthe Lothar Schubert Nemška demokratična republika    |
| Hainsberg 1961         | Günther Merkel Manfred Merkel Nemška demokratična republika     | Miroslav Stach Zdeněk Valenta Češkoslovaška                    | Dieter Friedrich Horst Kleinert Nemška demokratična republika |
| Špital ob Dravi 1963   | Günther Merkel Manfred Merkel Nemška demokratična republika     | Natan Bernot Dare Bernot Jugoslavija                           | Siegfried Lück Jürgen Noak Nemška demokratična republika      |
| Špital ob Dravi 1965   | Günther Merkel Manfred Merkel Nemška demokratična republika     | Jiří Dejl Zdeněk Fifka Češkoslovaška                           | Fernand Götz Wolfgang Klingebiel Švica                        |
| Lipno 1967             | Miroslav Stach Zdeněk Valenta Češkoslovaška                     | Gabriel Janoušek Milan Horyna Češkoslovaška                    | Ladislav Měšťan Zdeněk Měšťan Češkoslovaška                   |
| Bourg St.-Maurice 1969 | Jean-Claude Olry · Jean-Louis Olry · Francija                   | Ladislav Měšťan Zdeněk Měšťan Češkoslovaška                    | Miroslav Stach Zdeněk Valenta Češkoslovaška                   |
| Merano 1971            | Klaus Trummer Jürgen Kretschmer Nemška demokratična republika   | Rolf-Dieter Amend Walter Hofmann Nemška demokratična republika | Uwe Franz Ulrich Opelt Nemška demokratična republika          |
| Muotathal 1973         | Jiří Krejza Jaroslav Pollert Češkoslovaška                      | Klaus Trummer Jürgen Kretschmer Nemška demokratična republika  | Wilhelm Baues Hans-Otto Schumacher Zvezna republika Nemčija   |
| Skopje 1975            | Klaus Trummer Jürgen Kretschmer Nemška demokratična republika   | Wojciech Kudlik Jerzy Jeż Poljska                              | Antonín Brabec František Kadaňka Češkoslovaška                |
| Špital ob Dravi 1977   | Walter Hofmann Jürgen Kalbitz Nemška demokratična republika     | Miroslav Nedvěd Pavel Schwarc Češkoslovaška                    | Michael Berek Frank Kretschmer Nemška demokratična republika  |
| Jonquière 1979         | Dieter Welsink Peter Czupryna Zvezna republika Nemčija          | Pierre Calori · Jacques Calori · Francija                      | Wojciech Kudlik Jerzy Jeż Poljska                             |
| Bala 1981              | Steve Garvis · Mike Garvis · ZDA                                | Dieter Welsink Peter Czupryna Zvezna republika Nemčija         | Paul Grabow · Jefry Huey · ZDA                                |
| Merano 1983            | Lecky Haller · Fritz Haller · ZDA                               | Pierre Calori · Jacques Calori · Francija                      | Steve Garvis · Mike Garvis · ZDA                              |
| Augsburg 1985          | Thomas Klein-Impelmann Stephan Küppers Zvezna republika Nemčija | Pierre Calori · Jacques Calori · Francija                      | Günther Wolkenaer Fredi Zimmermann Zvezna republika Nemčija   |
| Bourg St.-Maurice 1987 | Pierre Calori · Jacques Calori · Francija                       | Lecky Haller · Jamie McEwan · ZDA                              | Milan Kučera Miroslav Hajdučík Češkoslovaška                  |
| Savage River 1989      | Frank Hemmer Thomas Loose Zvezna republika Nemčija              | Jan Petříček Tomáš Petříček Češkoslovaška                      | Emmanuel del Rey · Thierry Saidi · Francija                   |
| Tacen 1991             | Frank Adisson · Wilfrid Forgues · Francija                      | Jiří Rohan Miroslav Šimek Češkoslovaška                        | Emmanuel del Rey · Thierry Saidi · Francija                   |
| Mezzana 1993           | Jiří Rohan Miroslav Šimek Češka                                 | Éric Biau · Bertrand Daille · Francija                         | Frank Adisson · Wilfrid Forgues · Francija                    |
| Nottingham 1995        | Krzysztof Kołomański Michał Staniszewski Poljska                | Frank Adisson · Wilfrid Forgues · Francija                     | Éric Biau · Bertrand Daille · Francija                        |
| Três Coroas 1997       | Frank Adisson · Wilfrid Forgues · Francija                      | Michael Senft · André Ehrenberg · Nemčija                      | Jiří Rohan Miroslav Šimek Češka                               |
| La Seu d'Urgell 1999   | Marek Jiras Tomáš Máder Češka                                   | Krzysztof Kołomański Michał Staniszewski Poljska               | Éric Biau · Bertrand Daille · Francija                        |
| Bourg St.-Maurice 2002 | Pavol Hochschorner Peter Hochschorner Slovaška                  | Pierre Luquet · Christophe Luquet · Francija                   | Marek Jiras Tomáš Máder Češka                                 |
| Augsburg 2003          | Marcus Becker · Stefan Henze · Nemčija                          | Jaroslav Volf Ondřej Štěpánek Češka                            | Pavol Hochschorner Peter Hochschorner Slovaška                |
| Penrith 2005           | Christian Bahmann · Michael Senft · Nemčija                     | Milan Kubáň Marián Olejník Slovaška                            | Marcus Becker · Stefan Henze · Nemčija                        |
| Praga 2006             | Jaroslav Volf Ondřej Štěpánek Češka                             | Marcus Becker · Stefan Henze · Nemčija                         | Pavol Hochschorner Peter Hochschorner Slovaška                |
| Foz do Iguaçu 2007     | Pavol Hochschorner Peter Hochschorner Slovaška                  | Pierre Luquet · Christophe Luquet · Francija                   | Andrea Benetti Erik Masoero Italija                           |
| La Seu d'Urgell 2009   | Pavol Hochschorner Peter Hochschorner Slovaška                  | Ladislav Škantár Peter Škantár Slovaška                        | Luka Božič Sašo Taljat Slovenija                              |
| Tacen 2010             | Pavol Hochschorner Peter Hochschorner Slovaška                  | Denis Gargaud Chanut · Fabien Lefèvre · Francija               | David Florence · Richard Hounslow · Združeno kraljestvo       |
| Bratislava 2011        | Pavol Hochschorner Peter Hochschorner Slovaška                  | Denis Gargaud Chanut · Fabien Lefèvre · Francija               | Ladislav Škantár Peter Škantár Slovaška                       |
| Praga 2013             | David Florence · Richard Hounslow · Združeno kraljestvo         | Jaroslav Volf Ondřej Štěpánek Češka                            | Ladislav Škantár Peter Škantár Slovaška                       |
| Deep Creek Lake 2014   | Luka Božič Sašo Taljat Slovenija                                | Pierre Picco · Hugo Biso · Francija                            | Ladislav Škantár Peter Škantár Slovaška                       |
| London 2015            | Franz Anton · Jan Benzien · Nemčija                             | Pierre Picco · Hugo Biso · Francija                            | Gauthier Klauss · Matthieu Péché · Francija                   |
| Pau 2017               | Gauthier Klauss · Matthieu Péché · Francija                     | Ladislav Škantár Peter Škantár Slovaška                        | Robert Behling · Thomas Becker · Nemčija                      |

#### C2 ekipno
| Prvenstvo                  | Zlato | Srebro | Bron |
| Ženeva 1949                | Michel Duboille in Jacques Rousseau · Claude Neveu in Roger Paris · René Gavinet in Simon Gavinet · Francija                                   | Jan Brzák-Felix in Bohumil Kudrna Václav Nič in Miroslav Drastík Jan Šulc in Karel Koníček Češkoslovaška                                | – |
| Steyr 1951                 | Pierre d'Alençon in Jean Dreux · Jacques Musson in André Pean · Claude Neveu in Roger Paris · Francija                                         | Václav Nič in Jan Šulc Bohuslav Fiala in Bohumil Berdych Václav Havel in Jiří Pecka Češkoslovaška                                       | Charles Dussuet in Deglise Melle Pierre Dufour in R. Esseiva Jean-Paul Rössinger in R. Junod Švica                                     |
| Merano 1953                | René Gavinet in Simon Gavinet · Claude Neveu in Roger Paris · Pierre d'Alençon in Jean-Luc Houssaye · Francija                                 | Jean-Paul Rössinger in R. Junod Pierre Rössinger in Pierre Dufour Charles Dussuet in Jean Engler Švica                                  | Josef Hendrych in Jiří Hradil Václav Havel in Jiří Pecka Miroslav Čihák in Jan Pecka Češkoslovaška                                     |
| Tacen 1955                 | František Hrabě in Jiří Kotana Vladimír Lánský in Josef Hendrych Rudolf Flégr in Milan Řehoř Češkoslovaška                                     | Dieter Friedrich in Horst Kleinert Dieter Göthe in Helmut Weise Franz Brendel in Günter Grosswig Nemška demokratična republika          | Wolfram Steinwendtner in Bruno Kerbl · Harry Jarosch in Eduard Haider · Alfred Falkner in Richard Schauer · Avstrija                   |
| Augsburg 1957              | Rudolf Flégr in Milan Řehoř Václav Havel in Josef Hendrych František Hrabě in Jiří Kotana Češkoslovaška                                        | Charles Dussuet in Henri Kadrnka Jean Pessina in Robert Zürcher Jean-Paul Rössinger in Roger Tauss Švica                                | Franz Brendel in Günter Grosswig Dieter Friedrich in Horst Kleinert Dieter Göthe in Lothar Schubert Nemška demokratična republika      |
| Ženeva 1959                | Dieter Friedrich in Horst Kleinert Dieter Göthe in Lothar Schubert Manfred Glöckner in Rudolf Seifert Nemška demokratična republika            | Miroslav Čihák in Vladimír Lánský Václav Havel in Josef Hendrych Milan Horyna in Milan Kný Češkoslovaška                                | Charles Dussuet in Henri Kadrnka Enz in Hiltbrand Jean Pessina in Robert Zürcher Švica                                                 |
| Hainsberg 1961             | Gernot Bergmann in Horst Rosenhagen Dieter Friedrich in Horst Kleinert Günther Merkel in Manfred Merkel Nemška demokratična republika          | Zdeněk Baumruk in Josef Polák Josef Hendrych in Vladimír Lánský Miroslav Stach in Zdeněk Valenta Češkoslovaška                          | Charles Dussuet in Jean-Paul Rössinger Jean Meichtry in Suchet Jean Pessina in Robert Zürcher Švica                                    |
| Špital ob Dravi 1963       | Siegfried Lück in Jürgen Noak Günther Merkel in Manfred Merkel Manfred Glöckner in Rudolf Seifert Nemška demokratična republika                | Günter Brümmer in Hermann Roock Jürgen Hauschild in Kurt Longrich Wolf Dieter Seller in Günther Tuchel Zvezna republika Nemčija         | Anton Biegel in Helmut Schilhuber · Klaus Gürtelbauer in Bruno Kerbl · Alfred Haberzettl in Franz Tutschka · Avstrija                  |
| Špital ob Dravi 1965       | Ladislav Měšťan in Zdeněk Měšťan Emil Pollert in Jaroslav Pollert Jaroslav Brejcha in Milan Kalas Češkoslovaška                                | Janez Andrejašič in Jože Gerkman Milan Vidmar in Borut Justin Franc Žitnik in Leon Žitnik Jugoslavija                                   | Friedrich Bohry in Walter Gehlen Hermann Roock in Norbert Schmidt Wolf Dieter Seller in Günther Tuchel Zvezna republika Nemčija        |
| Lipno 1967                 | Günther Merkel in Manfred Merkel Ulrich Hippauf in Willi Landers Jürgen Noak in Siegfried Lück Nemška demokratična republika                   | Zdeněk Valenta in Miroslav Stach Gabriel Janoušek in Milan Horyna Ladislav Měšťan in Zdeněk Měšťan Češkoslovaška                        | Manfred Heß in Wolfgang Wenzel Karl-Heinz Scheffer in Heinz-Jürgen Steinschulte Klaus Nenninger in Gere Glück Zvezna republika Nemčija |
| Bourg St.-Maurice 1969     | Karl-Heinz Scheffer in Heinz-Jürgen Steinschulte Manfred Heß in Wolfgang Wenzel Hermann Roock in Norbert Schmidt Zvezna republika Nemčija      | Miroslav Stach in Zdeněk Valenta Ladislav Měšťan in Zdeněk Měšťan Jiří Dejl in Zdeněk Sklenář Češkoslovaška                             | Jean-Claude Olry in Jean-Louis Olry · Alain Duvivier in Dominique Duvivier · Louis Devilleneuve in Pierre Devilleneuve · Francija      |
| Merano 1971                | Rolf-Dieter Amend in Walter Hofmann Klaus Trummer in Jürgen Kretschmer Uwe Franz in Ulrich Opelt Nemška demokratična republika                 | Karl-Heinz Scheffer in Heinz-Jürgen Steinschulte Manfred Heß in Wolfgang Wenzel Hans Jakob Hitz in Theo Nüsing Zvezna republika Nemčija | Ladislav Měšťan in Zdeněk Měšťan Antonín Brabec in František Kadaňka Milan Horyna in Gabriel Janoušek Češkoslovaška                    |
| Muotathal 1973             | Olaf Fricke in Michael Reimann Karl-Heinz Scheffer in Heinz-Jürgen Steinschulte Wilhelm Baues in Hans-Otto Schumacher Zvezna republika Nemčija | Josef Havela in Bohumír Machát Antonín Brabec in František Kadaňka Jiří Krejza in Jaroslav Pollert Češkoslovaška                        | Jürgen Köhler in Hubert Kraeft Peter Grabowski in Josef Raschke Klaus Trummer in Jürgen Kretschmer Nemška demokratična republika       |
| Skopje 1975                | Rolf-Dieter Amend in Walter Hofmann Herbert Fischer in Jürgen Henze Klaus Trummer in Jürgen Kretschmer Nemška demokratična republika           | Radomír Halfar in Svetomír Kmošťák Antonín Brabec in František Kadaňka Jiří Benhák in Ladislav Benhák Češkoslovaška                     | Zbigniew Leśniak in Maciej Rychta Jan Frączek in Ryszard Seruga Wojciech Kudlik in Jerzy Jeż Poljska                                   |
| Špital ob Dravi 1977       | Jiří Benhák in Ladislav Benhák Radomír Halfar in Svetomír Kmošťák Miroslav Nedvěd in Pavel Schwarc Češkoslovaška                               | Martin Wyss in Roland Wyss Matthias Hirsch in Manfred Walter Jiří Krejza in Jan Karel Švica                                             | Jan Frączek in Ryszard Seruga Wojciech Kudlik in Jerzy Jeż Zbigniew Leśniak in Maciej Rychta Poljska                                   |
| Jonquière 1979             | Wojciech Kudlik in Jerzy Jeż Jan Frączek in Ryszard Seruga Zbigniew Czaja in Jacek Kasprzycki Poljska                                          | Pierre Calori in Jacques Calori · Richard Hernanz in Mare Labedens · Jean Lamy in Robert Platt · Francija                               | Christoph Studer in Ernst Rudin Martin Wyss in Roland Wyss Hardy Künzli in Peter Probst Švica                                          |
| Bala 1981                  | Jock Young in Alistair Munro · Robert Joce in Robert Owen · Eric Jamieson in Robin Williams · Združeno kraljestvo                              | Wojciech Kudlik in Jerzy Jeż Marek Maslanka in Ryszard Seruga Zbigniew Czaja in Jacek Kasprzycki Poljska                                | Carl Gutschick in Paul Flack · Paul Grabow in Jefry Huey · Steve Garvis in Mike Garvis · ZDA                                           |
| Merano 1983                | Miroslav Hajdučík in Milan Kučera Dušan Zaťko in Ľudovít Tkáč František Slavík in Jiří Decastelo Češkoslovaška                                 | Lecky Haller in Fritz Haller · Steve Garvis in Mike Garvis · Charles Harris in John Harris · ZDA                                        | Eric Jamieson in Robin Williams · Michael Smith in Andrew Smith · Robert Joce in Robert Owen · Združeno kraljestvo                     |
| Augsburg 1985              | Jiří Rohan in Miroslav Šimek Miroslav Hajdučík in Milan Kučera Viktor Beneš in Ondřej Mohout Češkoslovaška                                     | Pierre Calori in Jacques Calori · Emmanuel del Rey in Thierry Saidi · Michel Saidi in Jérôme Daval · Francija                           | Charles Harris in John Harris · Lecky Haller in Fritz Haller · Paul Grabow in Mike Garvis · ZDA                                        |
| Bourg St.-Maurice 1987     | Pierre Calori in Jacques Calori · Michel Saidi in Jérôme Daval · Gilles Lelievre in Jérôme Daille · Francija                                   | Jiří Rohan in Miroslav Šimek Miroslav Hajdučík in Milan Kučera Viktor Beneš in Ondřej Mohout Češkoslovaška                              | Frank Hemmer in Thomas Loose Günther Wolkenaer in Fredi Zimmermann Stephan Bittner in Volker Nerlich Zvezna republika Nemčija          |
| Savage River 1989          | Emmanuel del Rey in Thierry Saidi · Michel Saidi in Jérôme Daval · Gilles Lelievre in Jérôme Daille · Francija                                 | Jiří Rohan in Miroslav Šimek Jan Petříček in Tomáš Petříček Miroslav Hajdučík in Milan Kučera Češkoslovaška                             | Frank Hemmer in Thomas Loose Frank Becker in Martin Fröhlke Stephan Bittner in Volker Nerlich Zvezna republika Nemčija                 |
| Tacen 1991                 | Frank Adisson in Wilfrid Forgues · Thierry Saidi in Emmanuel del Rey · Gilles Lelievre in Jérôme Daille · Francija                             | Jiří Rohan in Miroslav Šimek Petr Štercl in Pavel Štercl Viktor Beneš in Milan Kučera Češkoslovaška                                     | Michael Trummer in Manfred Berro · Stephan Bittner in Volker Nerlich · Frank Hemmer in Thomas Loose · Nemčija                          |
| Mezzana 1993               | Marek Jiras in Tomáš Máder Petr Štercl in Pavel Štercl Jiří Rohan in Miroslav Šimek Češka                                                      | Éric Biau in Bertrand Daille · Thierry Saidi in Emmanuel del Rey · Frank Adisson in Wilfrid Forgues · Francija                          | Roman Štrba in Roman Vajs Juraj Ontko in Ladislav Čáni Viktor Beneš in Milan Kučera Slovaška                                           |
| Nottingham 1995            | Jiří Rohan in Miroslav Šimek Petr Štercl in Pavel Štercl Jaroslav Pospíšil in Jaroslav Pollert Češka                                           | Thierry Saidi in Emmanuel del Rey · Frank Adisson in Wilfrid Forgues · Éric Biau in Bertrand Daille · Francija                          | Michael Trummer in Manfred Berro · Rüdiger Hübbers in Udo Raumann · André Ehrenberg in Michael Senft · Nemčija                         |
| Três Coroas 1997           | Frank Adisson in Wilfrid Forgues · Thierry Saidi in Emmanuel del Rey · Éric Biau in Bertrand Daille · Francija                                 | Jiří Rohan in Miroslav Šimek Petr Štercl in Pavel Štercl Marek Jiras in Tomáš Máder Češka                                               | Michael Trummer in Manfred Berro · André Ehrenberg in Michael Senft · Kay Simon in Robby Simon · Nemčija                               |
| La Seu d'Urgell 1999       | Marek Jiras in Tomáš Máder Jaroslav Volf in Ondřej Štěpánek Jaroslav Pospíšil in Jaroslav Pollert Češka                                        | Roman Štrba in Roman Vajs Milan Kubáň in Marián Olejník Pavol Hochschorner in Peter Hochschorner Slovaška                               | Frank Adisson in Wilfrid Forgues · Éric Biau in Bertrand Daille · Philippe Quémerais in Yann Le Pennec · Francija                      |
| Bourg St.-Maurice 2002     | Pierre Luquet in Christophe Luquet · Alexandre Lauvergne in Nathanael Fouquet · Philippe Quémerais in Yann Le Pennec · Francija                | Kay Simon in Robby Simon · Kai Walter in Frank Henze · André Ehrenberg in Michael Senft · Nemčija                                       | Dariusz Wrzosek in Bartłomiej Kruczek Jarosław Miczek in Wojciech Sekuła Andrzej Wójs in Sławomir Mordarski Poljska                    |
| Augsburg 2003              | Jaroslav Volf in Ondřej Štěpánek Jaroslav Pospíšil in Jaroslav Pollert Marek Jiras in Tomáš Máder Češka                                        | Marcus Becker in Stefan Henze · André Ehrenberg in Michael Senft · Kay Simon in Robby Simon · Nemčija                                   | Andrzej Wójs in Sławomir Mordarski Jarosław Miczek in Wojciech Sekuła Marcin Pochwała in Paweł Sarna Poljska                           |
| Penrith 2005 (brez medalj) | Christian Bahmann in Michael Senft · Kay Simon in Robby Simon · Marcus Becker in Stefan Henze · Nemčija                                        | Jaroslav Pospíšil in Jaroslav Pollert Marek Jiras in Tomáš Máder Jaroslav Volf in Ondřej Štěpánek Češka                                 | Remy Alonso in Victor Lamy · Philippe Quémerais in Yann Le Pennec · Cédric Forgit in Martin Braud · Francija                           |
| Praga 2006                 | Marek Jiras in Tomáš Máder Jaroslav Volf in Ondřej Štěpánek Jaroslav Pospíšil in Jaroslav Pollert Češka                                        | Marcus Becker in Stefan Henze · Felix Michel in Sebastian Piersig · Kay Simon in Robby Simon · Nemčija                                  | Pavol Hochschorner in Peter Hochschorner Milan Kubáň in Marián Olejník Ľuboš Šoška in Peter Šoška Slovaška                             |
| Foz do Iguaçu 2007         | Jaroslav Volf in Ondřej Štěpánek Marek Jiras in Tomáš Máder Jaroslav Pospíšil in David Mrůzek Češka                                            | Cédric Forgit in Martin Braud · Pierre Luquet in Christophe Luquet · Damien Troquenet in Mathieu Voyemant · Francija                    | Pavol Hochschorner in Peter Hochschorner Ladislav Škantár in Peter Škantár Tomáš Kučera in Ján Bátik Slovaška                          |
| La Seu d'Urgell 2009       | Pavol Hochschorner in Peter Hochschorner Ladislav Škantár in Peter Škantár Tomáš Kučera in Ján Bátik Slovaška                                  | David Schröder in Frank Henze · Marcus Becker in Stefan Henze · Robert Behling in Thomas Becker · Nemčija                               | Tim Baillie in Etienne Stott · David Florence in Richard Hounslow · Daniel Goddard in Colin Radmore · Združeno kraljestvo              |
| Tacen 2010                 | Denis Gargaud Chanut in Fabien Lefèvre · Gauthier Klauss in Matthieu Péché · Pierre Picco in Hugo Biso · Francija                              | Jaroslav Volf in Ondřej Štěpánek Tomáš Koplík in Jakub Vrzáň Lukáš Přinda in Jan Havlíček Češka                                         | Kai Müller in Kevin Müller · Robert Behling in Thomas Becker · David Schröder in Frank Henze · Nemčija                                 |
| Bratislava 2011            | Gauthier Klauss in Matthieu Péché · Pierre Labarelle in Nicolas Peschier · Denis Gargaud Chanut in Fabien Lefèvre · Francija                   | Pavol Hochschorner in Peter Hochschorner Ladislav Škantár in Peter Škantár Tomáš Kučera in Ján Bátik Slovaška                           | David Florence in Richard Hounslow · Tim Baillie in Etienne Stott · Rhys Davies in Matthew Lister · Združeno kraljestvo                |
| Praga 2013                 | Ondřej Karlovský in Jakub Jáně Jonáš Kašpar in Marek Šindler Jaroslav Volf in Ondřej Štěpánek Češka                                            | Pavol Hochschorner in Peter Hochschorner Ladislav Škantár in Peter Škantár Tomáš Kučera in Ján Bátik Slovaška                           | David Florence in Richard Hounslow · Rhys Davies in Matthew Lister · Adam Burgess in Greg Pitt · Združeno kraljestvo                   |
| Deep Creek Lake 2014       | Pierre Labarelle in Nicolas Peschier · Gauthier Klauss in Matthieu Péché · Pierre Picco in Hugo Biso · Francija                                | Pavol Hochschorner in Peter Hochschorner Ladislav Škantár in Peter Škantár Tomáš Kučera in Ján Bátik Slovaška                           | Ondřej Karlovský in Jakub Jáně Jonáš Kašpar in Marek Šindler Tomáš Koplík in Jakub Vrzáň Češka                                         |
| London 2015                | Pierre Picco in Hugo Biso · Gauthier Klauss in Matthieu Péché · Yves Prigent in Loïc Kervella · Francija                                       | Franz Anton in Jan Benzien · Robert Behling in Thomas Becker · Kai Müller in Kevin Müller · Nemčija                                     | David Florence in Richard Hounslow · Mark Proctor in Etienne Stott · Adam Burgess in Greg Pitt · Združeno kraljestvo                   |
| Pau 2017 (brez medalj)     | Gauthier Klauss in Matthieu Péché · Nicolas Scianimanico in Hugo Cailhol · Pierre Picco in Hugo Biso · Francija                                | Robert Behling in Thomas Becker · Kai Müller in Kevin Müller · Franz Anton in Jan Benzien · Nemčija                                     | Ladislav Škantár in Peter Škantár Tomáš Kučera in Ján Bátik Pavol Hochschorner in Peter Hochschorner Slovaška                          |

### Moški kajak

#### K1
| Prvenstvo              | Zlato                                         | Srebro                       | Bron                     |
| Ženeva 1949            | Othmar Eiterer (AUT)                          | Hans Frühwirth (AUT)         | Werner Zimmermann (SUI)  |
| Steyr 1951             | Hans Frühwirth (AUT)                          | Rudolf Pillwein (AUT)        | Rudolf Sausgruber (AUT)  |
| Merano 1953            | Walter Kirschbaum (FRG)                       | Rudolf Sausgruber (AUT)      | Milan Zadel (YUG)        |
| Tacen 1955             | Sigi Holzbauer (FRG)                          | Miloslav Duffek (SUI)        | Jože Ilija (YUG)         |
| Augsburg 1957          | Manfred Vogt (FRG)                            | Dimitrij Skolil (TCH)        | Heinz Bielig (GDR)       |
| Ženeva 1959            | Paul Farrant (GBR)                            | Eberhard Gläser (GDR)        | Heinz Bielig (GDR)       |
| Hainsberg 1961         | Eberhard Gläser (GDR)                         | Roland Hahnebach (GDR)       | Jiří Černý (TCH)         |
| Špital ob Dravi 1963   | Jürgen Bremer (GDR)                           | Rolf Luber (GDR)             | Jiří Černý (TCH)         |
| Špital ob Dravi 1965   | Kurt Presslmayr (AUT)                         | Eberhard Gläser (GDR)        | Uli Raysz (FRG)          |
| Lipno 1967             | Jürgen Bremer (GDR)                           | David Mitchell (GBR)         | Hans Hunziker (SUI)      |
| Bourg St.-Maurice 1969 | Claude Peschier (FRA)                         | Werner Zimmermann, Jr. (SUI) | Werner Rosener (FRG)     |
| Merano 1971            | Siegbert Horn (GDR)                           | Christian Döring (GDR)       | Ulrich Peters (FRG)      |
| Muotathal 1973         | Norbert Sattler (AUT)                         | Siegbert Horn (GDR)          | Wojciech Gawroński (POL) |
| Skopje 1975            | Siegbert Horn (GDR)                           | Ulrich Peters (FRG)          | Harald Gimpel (GDR)      |
| Špital ob Dravi 1977   | Albert Kerr (GBR)                             | Dieter Förstl (FRG)          | Norbert Sattler (AUT)    |
| Jonquière 1979         | Peter Fauster (AUT)                           | Eduard Wolffhardt (AUT)      | Richard Fox (GBR)        |
| Bala 1981              | Richard Fox (GBR)                             | Luboš Hilgert (TCH)          | Jean-Yves Prigent (FRA)  |
| Merano 1983            | Richard Fox (GBR)                             | Toni Prijon (FRG)            | Peter Micheler (FRG)     |
| Augsburg 1985          | Richard Fox (GBR)                             | Peter Micheler (FRG)         | Luboš Hilgert (TCH)      |
| Bourg St.-Maurice 1987 | Toni Prijon (FRG)                             | Jernej Abramič (YUG)         | Marjan Štrukelj (YUG)    |
| Savage River 1989      | Richard Fox (GBR)                             | Gilles Clouzeau (FRA)        | Jernej Abramič (YUG)     |
| Tacen 1991             | Shaun Pearce (GBR)                            | Marjan Štrukelj (YUG)        | Martin Hemmer (GER)      |
| Mezzana 1993           | Richard Fox (GBR)                             | Richard Weiss (USA)          | Melvyn Jones (GBR)       |
| Nottingham 1995        | Oliver Fix (GER)                              | Scott Shipley (USA)          | Jiří Prskavec (CZE)      |
| Três Coroas 1997       | Thomas Becker (GER)                           | Scott Shipley (USA)          | Paul Ratcliffe (GBR)     |
| La Seu d'Urgell 1999   | David Ford (CAN)                              | Scott Shipley (USA)          | Paul Ratcliffe (GBR)     |
| Bourg St.-Maurice 2002 | Fabien Lefèvre (FRA)                          | Miha Terdič (SLO)            | Ivan Pišvejc (CZE)       |
| Augsburg 2003          | Fabien Lefèvre (FRA)                          | David Ford (CAN)             | Helmut Oblinger (AUT)    |
| Penrith 2005           | Fabian Dörfler (GER)                          | Fabien Lefèvre (FRA)         | Peter Cibák (SVK)        |
| Praga 2006             | Stefano Cipressi (ITA) · Julien Billaut (FRA) | –                            | Campbell Walsh (GBR)     |
| Foz do Iguaçu 2007     | Sébastien Combot (FRA)                        | Fabian Dörfler (GER)         | Campbell Walsh (GBR)     |
| La Seu d'Urgell 2009   | Peter Kauzer (SLO)                            | Boris Neveu (FRA)            | Carles Juanmartí (ESP)   |
| Tacen 2010             | Daniele Molmenti (ITA)                        | Vavřinec Hradilek (CZE)      | Jure Meglič (SLO)        |
| Bratislava 2011        | Peter Kauzer (SLO)                            | Mateusz Polaczyk (POL)       | Fabien Lefèvre (FRA)     |
| Praga 2013             | Vavřinec Hradilek (CZE)                       | Jiří Prskavec (CZE)          | Mateusz Polaczyk (POL)   |
| Deep Creek Lake 2014   | Boris Neveu (FRA)                             | Sébastien Combot (FRA)       | Mathieu Biazizzo (FRA)   |
| London 2015            | Jiří Prskavec (CZE)                           | Mateusz Polaczyk (POL)       | Michal Smolen (USA)      |
| Pau 2017               | Ondřej Tunka (CZE)                            | Vít Přindiš (CZE)            | Peter Kauzer (SLO)       |
| Rio de Janeiro 2018    | Hannes Aigner (GER)                           | Jiří Prskavec (CZE)          | Pavel Eigel (RUS)        |
| La Seu d'Urgell 2019   | Jiří Prskavec (CZE)                           | David Llorente (ESP)         | Joan Crespo (ESP)        |
| Bratislava 2021        | Boris Neveu (FRA)                             | Marcello Beda (ITA)          | Joan Crespo (ESP)        |
| Augsburg 2022          | Vít Přindiš (CZE)                             | Giovanni De Gennaro (ITA)    | Boris Neveu (FRA)        |
| London 2023            | Joe Clarke (GBR)                              | Jiří Prskavec (CZE)          | Mathis Soudi (MAR)       |

#### K1 ekipno
| Prvenstvo              | Zlato                                                                            | Srebro                                                                           | Bron                                                                           |
| Ženeva 1949            | Werner Zimmermann Jean Engler Eduard Kunz Švica                                  | Hans Frühwirth · Rudolf Pillwein · Josef Danek · Avstrija                        | Bohuslav Fiala Alvin Jeschke Jiří Valeš Češkoslovaška                          |
| Steyr 1951             | Hans Frühwirth · Rudolf Pillwein · Othmar Eiterer · Avstrija                     | Albert Krais Ernst Sonntag Erich Seidel Zvezna republika Nemčija                 | Eduard Kunz Werner Zimmermann Jean Engler Švica                                |
| Merano 1953            | Franz Grafetsberger · Hans Herbist · Rudolf Sausgruber · Avstrija                | Dieter Frank Helmuth Setzkorn Hilmar Pawliczek Nemška demokratična republika     | Karl Bruns Karl Rath Günter Deuble Zvezna republika Nemčija                    |
| Tacen 1955             | Manfred Vogt Sigi Holzbauer Alois Würfmannsdobler Zvezna republika Nemčija       | Robert Fabian · Rudolf Klepp · Eduard Radelspöck · Avstrija                      | Dimitrij Skolil Vladimír Cibák Zdeněk Matějovský Češkoslovaška                 |
| Augsburg 1957          | Heinz Bielig Eberhard Gläser Reinhard Sens Nemška demokratična republika         | Vladimír Cibák Jan Pára Dimitrij Skolil Češkoslovaška                            | Manfred Vogt Günter Kirchner Karl Schröder Zvezna republika Nemčija            |
| Ženeva 1959            | Eberhard Gläser Heinz Bielig Günther Möbius Nemška demokratična republika        | Jan Pára Vladimír Cibák Zdeněk Košťál Češkoslovaška                              | Manfred Vogt Georg Samhuber Werner Vogler Zvezna republika Nemčija             |
| Hainsberg 1961         | Horst Wängler Eberhard Gläser Roland Hahnebach Nemška demokratična republika     | Jaroslav Vyhlíd Jiří Černý Zdeněk Košťál Češkoslovaška                           | Eugeniusz Kapłaniak Jan Niemiec Władysław Piecyk Poljska                       |
| Špital ob Dravi 1963   | Eberhard Gläser Rolf Luber Fritz Lange Nemška demokratična republika             | Eugeniusz Kapłaniak Władysław Piecyk Bronisław Waruś Poljska                     | David Mitchell · Geoffrey Dinsdale · Martin Rohleder · Združeno kraljestvo     |
| Špital ob Dravi 1965   | Manfred Vogt Eugen Weimann Horst Dieter Engelke Zvezna republika Nemčija         | Eberhard Gläser Fritz Lange Rolf Luber Nemška demokratična republika             | Robert Fabian · Manfred Hausmann · Kurt Presslmayr · Avstrija                  |
| Lipno 1967             | Jürgen Bremer Volkmar Fleischer Christian Döring Nemška demokratična republika   | Herbert Beck Gunter Trojovsky Eugen Weimann Zvezna republika Nemčija             | Claude Lutz · Jean-Louis Olry · Claude Peschier · Francija                     |
| Bourg St.-Maurice 1969 | Patrick Maccari · Claude Peschier · Alain Colombe · Francija                     | Kenneth Langford · Raymond Calverley · John MacLeod · Združeno kraljestvo        | Jürgen Gerlach Werner Rosener Ulrich Peters Zvezna republika Nemčija           |
| Merano 1971            | Kurt Presslmayr · Norbert Sattler · Hans Schlecht · Avstrija                     | Jürgen Bremer Siegbert Horn Christian Döring Nemška demokratična republika       | Jürgen Gerlach Alfred Baum Ulrich Peters Zvezna republika Nemčija              |
| Muotathal 1973         | Wolfgang Büchner Siegbert Horn Christian Döring Nemška demokratična republika    | Jerzy Stanuch Wojciech Gawroński Stanisław Majerczak Poljska                     | Éric Koechlin · Michel Magdinier · Claude Peschier · Francija                  |
| Skopje 1975            | Ulrich Peters Dieter Förstl Bernd Dichtl Zvezna republika Nemčija                | Wojciech Gawroński Jerzy Stanuch Stanisław Majerczak Poljska                     | Harald Gimpel Siegbert Horn Christian Döring Nemška demokratična republika     |
| Špital ob Dravi 1977   | Jean-Yves Prigent · Bernard Renault · Christian Frossard · Francija              | Eduard Wolffhardt · Norbert Sattler · Peter Fauster · Avstrija                   | Wojciech Gawroński Jerzy Stanuch Kazimierz Gawlikowski Poljska                 |
| Jonquière 1979         | Richard Fox · Albert Kerr · Allan Edge · Združeno kraljestvo                     | Norbert Sattler · Peter Fauster · Eduard Wolffhardt · Avstrija                   | Milo Duffek René Zimmermann Martin Brandenburger Švica                         |
| Bala 1981              | Richard Fox · Albert Kerr · Nicolas Wain · Združeno kraljestvo                   | Jürg Götz Urs Steinmann Milo Duffek Švica                                        | Jean-Yves Prigent · Thierry Junquet · Bernard Renault · Francija               |
| Merano 1983            | Richard Fox · Paul McConkey · Jim Dolan · Združeno kraljestvo                    | Toni Prijon Peter Micheler Dirk Bovensmann Zvezna republika Nemčija              | Luboš Hilgert Ivan Hilgert Jiří Měchura Češkoslovaška                          |
| Augsburg 1985          | Peter Micheler Toni Prijon Jürgen Kübler Zvezna republika Nemčija                | Christophe Prigent · Pascal Marinot · Manuel Brissaud · Francija                 | Marjan Štrukelj Janez Skok Jernej Abramič Jugoslavija                          |
| Bourg St.-Maurice 1987 | Richard Fox · Melvyn Jones · Russell Smith · Združeno kraljestvo                 | Jernej Abramič Marjan Štrukelj Janez Skok Jugoslavija                            | Christophe Prigent · Laurent Brissaud · Manuel Brissaud · Francija             |
| Savage River 1989      | Jernej Abramič Marjan Štrukelj Albin Čižman Jugoslavija                          | Marco Caldera Pierpaolo Ferrazzi Ettore Ivaldi Italija                           | Michael Seibert Thomas Hilger Martin Hemmer Zvezna republika Nemčija           |
| Tacen 1991             | Manuel Brissaud · Gilles Clouzeau · Jean-Michel Regnier · Francija               | Thomas Becker · Michael Glöckle · Michael Seibert · Nemčija                      | Luboš Hilgert Peter Nagy Pavel Přindiš Češkoslovaška                           |
| Mezzana 1993           | Richard Fox · Melvyn Jones · Shaun Pearce · Združeno kraljestvo                  | Manuel Brissaud · Vincent Fondeviole · Sylvain Curinier · Francija               | Vojtěch Bareš Pavel Přindiš Luboš Hilgert Češka                                |
| Nottingham 1995        | Jochen Lettmann · Thomas Becker · Oliver Fix · Nemčija                           | Fedja Marušič Marjan Štrukelj Andraž Vehovar Slovenija                           | Andrew Raspin · Shaun Pearce · Ian Raspin · Združeno kraljestvo                |
| Três Coroas 1997       | Paul Ratcliffe · Ian Raspin · Shaun Pearce · Združeno kraljestvo                 | Vincent Fondeviole · Jean-Michel Regnier · Ludovic Boulesteix · Francija         | Thomas Becker · Jochen Lettmann · Holger Häffner · Nemčija                     |
| La Seu d'Urgell 1999   | Thomas Becker · Ralf Schaberg · Jakobus Stenglein · Nemčija                      | Andraž Vehovar Fedja Marušič Miha Štricelj Slovenija                             | Tomáš Kobes Jiří Prskavec Vojtěch Bareš Češka                                  |
| Bourg St.-Maurice 2002 | Claus Suchanek · Thomas Becker · Thomas Schmidt · Nemčija                        | Pierpaolo Ferrazzi Matteo Pontarollo Luca Costa Italija                          | Thomas Monier · Benoît Peschier · Fabien Lefèvre · Francija                    |
| Augsburg 2003          | Thomas Mosimann Mathias Röthenmund Michael Kurt Švica                            | David Backhouse Floris Braat Sam Oud Nizozemska                                  | Thilo Schmitt · Thomas Schmidt · Claus Suchanek · Nemčija                      |
| Penrith 2005           | Julien Billaut · Fabien Lefèvre · Benoît Peschier · Francija                     | Pierpaolo Ferrazzi Matteo Pontarollo Daniele Molmenti Italija                    | Andrej Nolimal Dejan Kralj Peter Kauzer Slovenija                              |
| Praga 2006             | Fabien Lefèvre · Julien Billaut · Boris Neveu · Francija                         | Daniele Molmenti Stefano Cipressi Diego Paolini Italija                          | Grzegorz Polaczyk Mateusz Polaczyk Dariusz Popiela Poljska                     |
| Foz do Iguaçu 2007     | Fabian Dörfler · Alexander Grimm · Erik Pfannmöller · Nemčija                    | Julien Billaut · Pierre Bourliaud · Sébastien Combot · Francija                  | Ivan Pišvejc Vavřinec Hradilek Luboš Hilgert Češka                             |
| La Seu d'Urgell 2009   | Ivan Pišvejc Vavřinec Hradilek Michal Buchtel Češka                              | Campbell Walsh · Huw Swetnam · Richard Hounslow · Združeno kraljestvo            | Joan Crespo Guillermo Díez-Canedo Carles Juanmartí Španija                     |
| Tacen 2010             | Alexander Grimm · Fabian Dörfler · Hannes Aigner · Nemčija                       | Pierre Bourliaud · Boris Neveu · Fabien Lefèvre · Francija                       | Daniele Molmenti Diego Paolini Stefano Cipressi Italija                        |
| Bratislava 2011        | Sebastian Schubert · Hannes Aigner · Alexander Grimm · Nemčija                   | Boris Neveu · Vivien Colober · Fabien Lefèvre · Francija                         | Giovanni De Gennaro Daniele Molmenti Omar Raiba Italija                        |
| Praga 2013             | Daniele Molmenti Andrea Romeo Giovanni De Gennaro Italija                        | Grzegorz Polaczyk Mateusz Polaczyk Dariusz Popiela Poljska                       | Boris Neveu · Étienne Daille · Mathieu Biazizzo · Francija                     |
| Deep Creek Lake 2014   | Mathieu Biazizzo · Sébastien Combot · Boris Neveu · Francija                     | Jiří Prskavec Vavřinec Hradilek Vít Přindiš Češka                                | Richard Hounslow · Joseph Clarke · Thomas Brady · Združeno kraljestvo          |
| London 2015            | Jiří Prskavec Vavřinec Hradilek Ondřej Tunka Češka                               | Martin Halčin Andrej Málek Jakub Grigar Slovaška                                 | Richard Hounslow · Joseph Clarke · Bradley Forbes-Cryans · Združeno kraljestvo |
| Pau 2017               | Jiří Prskavec Ondřej Tunka Vít Přindiš Češka                                     | Boris Neveu · Mathieu Biazizzo · Sébastien Combot · Francija                     | Peter Kauzer Martin Srabotnik Žan Jakše Slovenija                              |
| Rio de Janeiro 2018    | Joseph Clarke · Bradley Forbes-Cryans · Christopher Bowers · Združeno kraljestvo | Dariusz Popiela Mateusz Polaczyk Michał Pasiut Poljska                           | Ondřej Tunka Vít Přindiš Jiří Prskavec Češka                                   |
| La Seu d'Urgell 2019   | David Llorente Samuel Hernanz Joan Crespo Španija                                | Jiří Prskavec Vít Přindiš Vavřinec Hradilek Češka                                | Dariusz Popiela Michał Pasiut Krzysztof Majerczak Poljska                      |
| Bratislava 2021        | Boris Neveu · Mathieu Biazizzo · Benjamin Renia · Francija                       | Jakub Grigar Martin Halčin Adam Gonšenica Slovaška                               | Peter Kauzer Martin Srabotnik Niko Testen Slovenija                            |
| Augsburg 2022          | Hannes Aigner · Noah Hegge · Stefan Hengst · Nemčija                             | Joseph Clarke · Christopher Bowers · Bradley Forbes-Cryans · Združeno kraljestvo | Boris Neveu · Titouan Castryck · Malo Quéméneur · Francija                     |
| London 2023            | Jiří Prskavec Vít Přindiš Jakub Krejčí Češka                                     | Boris Neveu · Titouan Castryck · Benjamin Renia · Francija                       | Mateusz Polaczyk Michał Pasiut Dariusz Popiela Poljska                         |

#### Kajakaški kros
| Prvenstvo           | Zlato                      | Srebro                 | Bron                   |
| Pau 2017            | Vavřinec Hradilek (CZE)    | Boris Neveu (FRA)      | Mike Dawson (NZL)      |
| Rio de Janeiro 2018 | Christian De Dionigi (ITA) | Boris Neveu (FRA)      | Thomas Bersinger (ARG) |
| Praga 2019          | Stefan Hengst (GER)        | Nikita Gubenko (RUS)   | Pedro Gonçalves (BRA)  |
| Bratislava 2021     | Joseph Clarke (GBR)        | Finn Butcher (NZL)     | Mario Leitner (AUT)    |
| Augsburg 2022       | Joseph Clarke (GBR)        | Anatole Delassus (FRA) | Stefan Hengst (GER)    |
| London 2023         | Joseph Clarke (GBR)        | Boris Neveu (FRA)      | Martin Dougoud (SUI)   |

### Ženski kanu

#### C1
| Prvenstvo                          | Zlato                  | Srebro                 | Bron                     |
| La Seu d'Urgell 2009 (ekshibicija) | Leanne Guinea (AUS)    | Rosalyn Lawrence (AUS) | Jessica Fox (AUS)        |
| Tacen 2010                         | Jana Dukátová (SVK)    | Leanne Guinea (AUS)    | Jessica Fox (AUS)        |
| Bratislava 2011                    | Kateřina Hošková (CZE) | Cen Nanqin (CHN)       | Katarína Macová (SVK)    |
| Praga 2013                         | Jessica Fox (AUS)      | Mallory Franklin (GBR) | Caroline Loir (FRA)      |
| Deep Creek Lake 2014               | Jessica Fox (AUS)      | Mallory Franklin (GBR) | Oriane Rebours (FRA)     |
| London 2015                        | Jessica Fox (AUS)      | Kateřina Hošková (CZE) | Núria Vilarrubla (ESP)   |
| Pau 2017                           | Mallory Franklin (GBR) | Tereza Fišerová (CZE)  | Ana Sátila (BRA)         |
| Rio de Janeiro 2018                | Jessica Fox (AUS)      | Mallory Franklin (GBR) | Tereza Fišerová (CZE)    |
| La Seu d'Urgell 2019               | Andrea Herzog (GER)    | Jessica Fox (AUS)      | Nadine Weratschnig (AUT) |
| Bratislava 2021                    | Elena Apel (GER)       | Mallory Franklin (GBR) | Gabriela Satková (CZE)   |
| Augsburg 2022                      | Andrea Herzog (GER)    | Jessica Fox (AUS)      | Mallory Franklin (GBR)   |
| London 2023                        | Mallory Franklin (GBR) | Kimberley Woods (GBR)  | Jessica Fox (AUS)        |

#### C1 ekipno
| Prvenstvo                          | Zlato                                                                    | Srebro                                                                 | Bron                                                                      |
| Bratislava 2011 (brez medalj)      | Jessica Fox · Rosalyn Lawrence · Leanne Guinea · Avstralija              | Teng Qianqian Cen Nanqin Xu Yanru Ljudska republika Kitajska           | Mira Louen · Michaela Grimm · Lena Stöcklin · Nemčija                     |
| Praga 2013                         | Jessica Fox · Rosalyn Lawrence · Alison Borrows · Avstralija             | Kateřina Hošková Monika Jančová Anna Koblencová Češka                  | Mira Louen · Lena Stöcklin · Karolin Wagner · Nemčija                     |
| Deep Creek Lake 2014 (brez medalj) | Kateřina Hošková Monika Jančová Martina Satková Češka                    | Mallory Franklin · Jasmine Royle · Eilidh Gibson · Združeno kraljestvo | Caroline Loir · Oriane Rebours · Lucie Baudu · Francija                   |
| London 2015                        | Jessica Fox · Rosalyn Lawrence · Alison Borrows · Avstralija             | Kateřina Hošková Monika Jančová Tereza Fišerová Češka                  | Julia Schmid · Viktoria Wolffhardt · Nadine Weratschnig · Avstrija        |
| Pau 2017                           | Mallory Franklin · Kimberley Woods · Eilidh Gibson · Združeno kraljestvo | Jessica Fox · Noemie Fox · Rosalyn Lawrence · Avstralija               | Tereza Fišerová Monika Jančová Eva Říhová Češka                           |
| Rio de Janeiro 2018                | Mallory Franklin · Kimberley Woods · Bethan Forrow · Združeno kraljestvo | Tereza Fišerová Kateřina Havlíčková Gabriela Satková Češka             | Lucie Prioux · Lucie Baudu · Claire Jacquet · Francija                    |
| La Seu d'Urgell 2019               | Jessica Fox · Noemie Fox · Rosalyn Lawrence · Avstralija                 | Núria Vilarrubla Klara Olazabal Ainhoa Lameiro Španija                 | Tereza Fišerová Eva Říhová Kateřina Havlíčková Češka                      |
| Bratislava 2021                    | Tereza Fišerová Gabriela Satková Martina Satková Češka                   | Núria Vilarrubla Klara Olazabal Miren Lazkano Španija                  | Alsu Minazova Polina Muhgalejeva Zulfija Sabitova RKZ                     |
| Augsburg 2022                      | Gabriela Satková Tereza Fišerová Martina Satková Češka                   | Elena Lilik · Andrea Herzog · Nele Bayn · Nemčija                      | Mallory Franklin · Kimberley Woods · Sophie Ogilvie · Združeno kraljestvo |
| London 2023                        | Mallory Franklin · Kimberley Woods · Ellis Miller · Združeno kraljestvo  | Gabriela Satková Tereza Fišerová Tereza Kneblová Češka                 | Eva Alina Hočevar Alja Kozorog Lea Novak Slovenija                        |

### Ženski kajak

#### K1
| Prvenstvo              | Zlato                     | Srebro                       | Bron                           |
| Ženeva 1949            | Heidi Pillwein (AUT)      | Fritzi Schwingl (AUT)        | Gerti Pertlwieser (AUT)        |
| Steyr 1951             | Gerti Pertlwieser (AUT)   | Fritzi Schwingl (AUT)        | Anni Reifinger (FRG)           |
| Merano 1953            | Fritzi Schwingl (AUT)     | Eva Setzkorn (GDR)           | Dana Martanová (TCH)           |
| Tacen 1955             | Rosemarie Biesinger (FRG) | Karin Tietze (GDR)           | Eva Setzkorn (GDR)             |
| Augsburg 1957          | Brigitte Magnus (GDR)     | Eva Setzkorn (GDR)           | Anneliese Seidel (GDR)         |
| Ženeva 1959            | Hilde Urbaniak (FRG)      | Anneliese Bauer (GDR)        | Inge Walthemate (FRG)          |
| Hainsberg 1961         | Ludmila Veberová (TCH)    | Anneliese Bauer (GDR)        | Ute Strompel (GDR)             |
| Špital ob Dravi 1963   | Ludmila Veberová (TCH)    | Ursula Gläser (GDR)          | Jana Zvěřinová (TCH)           |
| Špital ob Dravi 1965   | Ursula Gläser (GDR)       | Lia Merkel (GDR)             | Bärbel Körner (FRG)            |
| Lipno 1967             | Ludmila Polesná (TCH)     | Lia Merkel (GDR)             | Bärbel Richter (GDR)           |
| Bourg St.-Maurice 1969 | Ludmila Polesná (TCH)     | Ulrike Deppe (FRG)           | Jana Zvěřinová (TCH)           |
| Merano 1971            | Angelika Bahmann (GDR)    | Ludmila Polesná (TCH)        | Veronika Stampe (GDR)          |
| Muotathal 1973         | Sybille Spindler (GDR)    | Maria Ćwiertniewicz (POL)    | Martina Falke (GDR)            |
| Skopje 1975            | Maria Ćwiertniewicz (POL) | Ulrike Deppe (FRG)           | Angelika Bahmann (GDR)         |
| Špital ob Dravi 1977   | Angelika Bahmann (GDR)    | Petra Krol (GDR)             | Linda Harrison (USA)           |
| Jonquière 1979         | Cathy Hearn (USA)         | Elizabeth Sharman (GBR)      | Linda Harrison (USA)           |
| Bala 1981              | Ulrike Deppe (FRG)        | Cathy Hearn (USA)            | Jocelyne Roupioz (FRA)         |
| Merano 1983            | Elizabeth Sharman (GBR)   | Jane Roderick (GBR)          | Marie-Françoise Grange (FRA)   |
| Augsburg 1985          | Margit Messelhäuser (FRG) | Marie-Françoise Grange (FRA) | Gail Allan (GBR)               |
| Bourg St.-Maurice 1987 | Elizabeth Sharman (GBR)   | Myriam Jerusalmi (FRA)       | Elisabeth Micheler (FRG)       |
| Savage River 1989      | Myriam Jerusalmi (FRA)    | Dana Chladek (USA)           | Cathy Hearn (USA)              |
| Tacen 1991             | Elisabeth Micheler (GER)  | Dana Chladek (USA)           | Kordula Striepecke (GER)       |
| Mezzana 1993           | Myriam Jerusalmi (FRA)    | Anne Boixel (FRA)            | Marianne Agulhon (FRA)         |
| Nottingham 1995        | Lynn Simpson (GBR)        | Anne Boixel (FRA)            | Kordula Striepecke (GER)       |
| Três Coroas 1997       | Brigitte Guibal (FRA)     | Štěpánka Hilgertová (CZE)    | Cathy Hearn (USA)              |
| La Seu d'Urgell 1999   | Štěpánka Hilgertová (CZE) | Beata Grzesik (POL)          | Sandra Friedli (SUI)           |
| Bourg St.-Maurice 2002 | Rebecca Giddens (USA)     | Mandy Planert (GER)          | Cristina Giai Pron (ITA)       |
| Augsburg 2003          | Štěpánka Hilgertová (CZE) | Jennifer Bongardt (GER)      | Rebecca Giddens (USA)          |
| Penrith 2005           | Elena Kaliská (SVK)       | Mandy Planert (GER)          | Peggy Dickens (FRA)            |
| Praga 2006             | Jana Dukátová (SVK)       | Fiona Pennie (GBR)           | Jennifer Bongardt (GER)        |
| Foz do Iguaçu 2007     | Jennifer Bongardt (GER)   | Elena Kaliská (SVK)          | Štěpánka Hilgertová (CZE)      |
| La Seu d'Urgell 2009   | Jasmin Schornberg (GER)   | Maialen Chourraut (ESP)      | Lizzie Neave (GBR)             |
| Tacen 2010             | Corinna Kuhnle (AUT)      | Jana Dukátová (SVK)          | Violetta Oblinger-Peters (AUT) |
| Bratislava 2011        | Corinna Kuhnle (AUT)      | Jana Dukátová (SVK)          | Maialen Chourraut (ESP)        |
| Praga 2013             | Émilie Fer (FRA)          | Nouria Newman (FRA)          | Jasmin Schornberg (GER)        |
| Deep Creek Lake 2014   | Jessica Fox (AUS)         | Fiona Pennie (GBR)           | Melanie Pfeifer (GER)          |
| London 2015            | Kateřina Kudějová (CZE)   | Ricarda Funk (GER)           | Melanie Pfeifer (GER)          |
| Pau 2017               | Jessica Fox (AUS)         | Jana Dukátová (SVK)          | Ricarda Funk (GER)             |
| Rio de Janeiro 2018    | Jessica Fox (AUS)         | Mallory Franklin (GBR)       | Ricarda Funk (GER)             |
| La Seu d'Urgell 2019   | Eva Terčelj (SLO)         | Jessica Fox (AUS)            | Luuka Jones (NZL)              |
| Bratislava 2021        | Ricarda Funk (GER)        | Elena Apel (GER)             | Kimberley Woods (GBR)          |
| Augsburg 2022          | Ricarda Funk (GER)        | Jessica Fox (AUS)            | Elena Lilik (GER)              |
| London 2023            | Jessica Fox (AUS)         | Eliška Mintálová (SVK)       | Klaudia Zwolińska (POL)        |

#### K1 ekipno
| Prvenstvo              | Zlato                                                                        | Srebro                                                                         | Bron                                                                       |
| Ženeva 1949            | Heidi Pillwein · Fritzi Schwingl · Gerti Pertlwieser · Avstrija              | Marie Fromaigeat Elsa Oderholz Janine Maulet Švica                             | –                                                                          |
| Steyr 1951             | Gerti Pertlwieser · Fritzi Schwingl · Heidi Pillwein · Avstrija              | Anni Reifinger Liesl Fischer Anni Anwander Zvezna republika Nemčija            | Eva Speck Elsa Oderholz Madeleine Zimmermann Švica                         |
| Merano 1953            | Jaroslava Havlová Dana Martanová Květa Havlová Češkoslovaška                 | Anneliese Borwitz Eveline Pawliczek Eva Setzkorn Nemška demokratična republika | Ulrike Werner · Gertrude Will · Fritzi Schwingl · Avstrija                 |
| Tacen 1955             | Eva Setzkorn Elfriede Hugo Karin Tietze Nemška demokratična republika        | Rosemarie Biesinger Anni Reifinger Hanni Schulte Zvezna republika Nemčija      | Jaroslava Havlová Květa Havlová Renata Knýová Češkoslovaška                |
| Augsburg 1957          | Elfriede Hugo Eva Setzkorn Brigitte Magnus Nemška demokratična republika     | Inge Walthemate Rosemarie Biesinger Hanni Schulte Zvezna republika Nemčija     | Hella Philips · Gertrude Stöllner · Fritzi Schwingl · Avstrija             |
| Ženeva 1959            | Ursula Gläser Eva Setzkorn Elfriede Hugo Nemška demokratična republika       | –                                                                              | –                                                                          |
| Špital ob Dravi 1963   | Anneliese Bauer Ursula Gläser Lia Merkel Nemška demokratična republika       | Jana Zvěřinová Renata Knýová Ludmila Veberová Češkoslovaška                    | –                                                                          |
| Špital ob Dravi 1965   | Ursula Gläser Bärbel Richter Lia Merkel Nemška demokratična republika        | Bohumila Kapplová Renata Knýová Ludmila Polesná Češkoslovaška                  | Heide Boikat Bärbel Körner Kirsten Schmidt Zvezna republika Nemčija        |
| Lipno 1967             | Bärbel Richter Dagmar Sickert Helga Luber Nemška demokratična republika      | Jana Zvěřinová Bohumila Kapplová Ludmila Polesná Češkoslovaška                 | Bärbel Körner Heide Schröter Kirsten Stumpf Zvezna republika Nemčija       |
| Bourg St.-Maurice 1969 | Ulrike Deppe Bärbel Körner Brigitte Schwack Zvezna republika Nemčija         | Bohumila Kapplová Ludmila Polesná Jana Zvěřinová Češkoslovaška                 | –                                                                          |
| Merano 1971            | Angelika Bahmann Veronika Stampe Dagmar Kriste Nemška demokratična republika | Ulrike Deppe Ursula Heinrich Bärbel Körner Zvezna republika Nemčija            | Bohumila Kapplová Ludmila Polesná Irena Komancová Češkoslovaška            |
| Muotathal 1973         | Candice Clark · Louise Holcombe · Lyn Ashton · ZDA                           | Elisabeth Käser Danielle Kamber Eva Karel Švica                                | Sybille Spindler Marion Bauman Martina Falke Nemška demokratična republika |
| Skopje 1975            | Elisabeth Käser Danielle Kamber Cornelia Bachofner Švica                     | Angelika Bahmann Petra Krol Marion Bauman Nemška demokratična republika        | Ludmila Polesná Bohumila Kapplová Jana Kubovčáková Češkoslovaška           |
| Špital ob Dravi 1977   | Elisabeth Käser Kathrin Weiss Claire Costa Švica                             | Angelika Bahmann Birgit Feydt Petra Krol Nemška demokratična republika         | Cathy Hearn · Jean Campbell · Linda Harrison · ZDA                         |
| Jonquière 1979         | Cathy Hearn · Linda Harrison · Becky Judd · ZDA                              | Ulrike Deppe Elke Dietze Gabriele Köllmann Zvezna republika Nemčija            | Kathrin Weiss Sabine Weiss Alena Kucera Švica                              |
| Bala 1981              | Ulrike Deppe Susanne Erbers Gabriele Köllmann Zvezna republika Nemčija       | Elizabeth Sharman · Jane Roderick · Susan Small · Združeno kraljestvo          | Linda Harrison · Cathy Hearn · Yuri Kusuda · ZDA                           |
| Merano 1983            | Myriam Jerusalmi · Sylvie Arnaud · Marie-Françoise Grange · Francija         | Elizabeth Sharman · Jane Roderick · Susan Garriock · Združeno kraljestvo       | Marcela Košťálová Eva Stavařová Marcela Kubričanová Češkoslovaška          |
| Augsburg 1985          | Myriam Jerusalmi · Sylvie Arnaud · Marie-Françoise Grange · Francija         | Gabi Schmid Margit Messelhäuser Ulla Steinle Zvezna republika Nemčija          | Elizabeth Sharman · Gail Allan · Karen Davies · Združeno kraljestvo        |
| Bourg St.-Maurice 1987 | Margit Messelhäuser Ulla Steinle Elisabeth Micheler Zvezna republika Nemčija | Myriam Jerusalmi · Marie-Françoise Grange-Prigent · Sylvie Arnaud · Francija   | Cathy Hearn · Dana Chladek · Maylon Hanold · ZDA                           |
| Savage River 1989      | Myriam Jerusalmi · Marie-Françoise Grange-Prigent · Anne Boixel · Francija   | Dana Chladek · Cathy Hearn · Jennifer Stone · ZDA                              | Zdenka Grossmannová Štěpánka Hilgertová Marcela Hilgertová Češkoslovaška   |
| Tacen 1991             | Myriam Jerusalmi · Anouk Loubie · Marianne Agulhon · Francija                | Zdenka Grossmannová Štěpánka Hilgertová Marcela Sadilová Češkoslovaška         | Kirsten Brown-Fleshman · Dana Chladek · Kara Ruppel · ZDA                  |
| Mezzana 1993           | Myriam Jerusalmi · Sylvie Lepeltier · Anne Boixel · Francija                 | Jana Freeburn · Cathy Hearn · Dana Chladek · ZDA                               | Maria Lund · Rachel Crosbee · Lynn Simpson · Združeno kraljestvo           |
| Nottingham 1995        | Myriam Fox-Jerusalmi · Anne Boixel · Isabelle Despres · Francija             | Lynn Simpson · Rachel Crosbee · Heather Corrie · Združeno kraljestvo           | Evi Huss · Elisabeth Micheler-Jones · Kordula Striepecke · Nemčija         |
| Três Coroas 1997       | Evi Huss · Kordula Striepecke · Mandy Planert · Nemčija                      | Anouk Loubie · Anne Boixel · Brigitte Guibal · Francija                        | Rachel Crosbee · Lynn Simpson · Heather Corrie · Združeno kraljestvo       |
| La Seu d'Urgell 1999   | Susanne Hirt · Evi Huss · Mandy Planert · Nemčija                            | Mary Marshall Seaver · Rebecca Bennett · Sarah Leith · ZDA                     | Heather Corrie · Rachel Crosbee · Amy Casson · Združeno kraljestvo         |
| Bourg St.-Maurice 2002 | Aline Tornare · Mathilde Pichery · Anne-Lise Bardet · Francija               | Marie Řihošková Marcela Sadilová Irena Pavelková Češka                         | Helen Reeves · Laura Blakeman · Heather Corrie · Združeno kraljestvo       |
| Augsburg 2003          | Štěpánka Hilgertová Vanda Semerádová Irena Pavelková Češka                   | Jennifer Bongardt · Claudia Bär · Mandy Planert · Nemčija                      | Helen Reeves · Heather Corrie · Laura Blakeman · Združeno kraljestvo       |
| Penrith 2005           | Irena Pavelková Marcela Sadilová Štěpánka Hilgertová Češka                   | Heather Corrie · Kimberley Walsh · Laura Blakeman · Združeno kraljestvo        | Julia Schmid · Corinna Kuhnle · Violetta Oblinger-Peters · Avstrija        |
| Praga 2006             | Émilie Fer · Mathilde Pichery · Marie Gaspard · Francija                     | Štěpánka Hilgertová Irena Pavelková Marie Řihošková Češka                      | Jennifer Bongardt · Claudia Bär · Jasmin Schornberg · Nemčija              |
| Foz do Iguaçu 2007     | Jennifer Bongardt · Mandy Planert · Jasmin Schornberg · Nemčija              | Štěpánka Hilgertová Irena Pavelková Marcela Sadilová Češka                     | Fiona Pennie · Laura Blakeman · Lizzie Neave · Združeno kraljestvo         |
| La Seu d'Urgell 2009   | Lizzie Neave · Louise Donington · Laura Blakeman · Združeno kraljestvo       | Jana Dukátová Elena Kaliská Gabriela Stacherová Slovaška                       | Jasmin Schornberg · Claudia Bär · Jacqueline Horn · Nemčija                |
| Tacen 2010             | Štěpánka Hilgertová Irena Pavelková Marie Řihošková Češka                    | Jennifer Bongardt · Jasmin Schornberg · Melanie Pfeifer · Nemčija              | Eva Terčelj Nina Mozetič Urša Kragelj Slovenija                            |
| Bratislava 2011        | Elena Kaliská Jana Dukátová Dana Mann Slovaška                               | Štěpánka Hilgertová Irena Pavelková Kateřina Kudějová Češka                    | Jasmin Schornberg · Melanie Pfeifer · Claudia Bär · Nemčija                |
| Praga 2013             | Štěpánka Hilgertová Kateřina Kudějová Eva Ornstová Češka                     | Jasmin Schornberg · Claudia Bär · Cindy Pöschel · Nemčija                      | Urša Kragelj Eva Terčelj Ajda Novak Slovenija                              |
| Deep Creek Lake 2014   | Émilie Fer · Carole Bouzidi · Nouria Newman · Francija                       | Corinna Kuhnle · Lisa Leitner · Viktoria Wolffhardt · Avstrija                 | Elena Kaliská Jana Dukátová Kristína Nevařilová Slovaška                   |
| London 2015            | Kateřina Kudějová Veronika Vojtová Štěpánka Hilgertová Češka                 | Fiona Pennie · Kimberley Woods · Lizzie Neave · Združeno kraljestvo            | Carole Bouzidi · Marie-Zélia Lafont · Émilie Fer · Francija                |
| Pau 2017               | Jasmin Schornberg · Ricarda Funk · Lisa Fritsche · Nemčija                   | Corinna Kuhnle · Lisa Leitner · Viktoria Wolffhardt · Avstrija                 | Jessica Fox · Rosalyn Lawrence · Kate Eckhardt · Avstralija                |
| Rio de Janeiro 2018    | Lucie Baudu · Marie-Zélia Lafont · Camille Prigent · Francija                | Ricarda Funk · Jasmin Schornberg · Lisa Fritsche · Nemčija                     | Mallory Franklin · Fiona Pennie · Kimberley Woods · Združeno kraljestvo    |
| La Seu d'Urgell 2019   | Mallory Franklin · Fiona Pennie · Kimberley Woods · Združeno kraljestvo      | Kateřina Kudějová Veronika Vojtová Amálie Hilgertová Češka                     | Jekaterina Perova · Marta Haritonova · Alsu Minazova · Rusija              |
| Bratislava 2021        | Kimberley Woods · Fiona Pennie · Mallory Franklin · Združeno kraljestvo      | Kateřina Minařík Kudějová Antonie Galušková Lucie Nesnídalová Češka            | Eliška Mintálová Jana Dukátová Soňa Stanovská Slovaška                     |
| Augsburg 2022          | Ricarda Funk · Elena Lilik · Jasmin Schornberg · Nemčija                     | Eva Terčelj Eva Alina Hočevar Ajda Novak Slovenija                             | Klaudia Zwolińska Natalia Pacierpnik Dominika Brzeska Poljska              |
| London 2023            | Jessica Fox · Noemie Fox · Kate Eckhardt · Avstralija                        | Maialen Chourraut Laia Sorribes Olatz Arregui Španija                          | Mallory Franklin · Kimberley Woods · Phoebe Spicer · Združeno kraljestvo   |

#### Kajakaški kros
| Prvenstvo           | Zlato                    | Srebro                   | Bron                          |
| Pau 2017            | Caroline Trompeter (GER) | Ana Sátila (BRA)         | Amálie Hilgertová (CZE)       |
| Rio de Janeiro 2018 | Ana Sátila (BRA)         | Martina Wegman (NED)     | Polina Muhgalejeva (RUS)      |
| Praga 2019          | Veronika Vojtová (CZE)   | Polina Muhgalejeva (RUS) | Caroline Trompeter (GER)      |
| Bratislava 2021     | Jessica Fox (AUS)        | Elena Apel (GER)         | Evy Leibfarth (USA)           |
| Augsburg 2022       | Jessica Fox (AUS)        | Kimberley Woods (GBR)    | Mònica Dòria Vilarrubla (AND) |
| London 2023         | Kimberley Woods (GBR)    | Camille Prigent (FRA)    | Eva Terčelj (SLO)             |

### Mešani kanu

#### C2
| Prvenstvo              | Zlato                                                           | Srebro                                                         | Bron                                                           |
| Tacen 1955             | Dana Martanová Jiří Pecka Češkoslovaška                         | Simone Gavinet · René Gavinet · Francija                       | Jarmila Pacherová Miroslav Čihák Češkoslovaška                 |
| Augsburg 1957          | Brigitte Schmidt Manfred Glöckner Nemška demokratična republika | Ellen Krügel Siegfried Seidemann Nemška demokratična republika | Waltraud Schale Rudolf Seifert Nemška demokratična republika   |
| Ženeva 1959            | Rita Behrend Manfred Merkel Nemška demokratična republika       | Margitta Troger Günther Merkel Nemška demokratična republika   | Ellen Krügel Siegfried Seidemann Nemška demokratična republika |
| Hainsberg 1961         | Vratislava Nováková Karel Novák Češkoslovaška                   | Edith Nickel Willi Landers Nemška demokratična republika       | Jarmila Pacherová Václav Nič Češkoslovaška                     |
| Špital ob Dravi 1963   | Alenka Bernot Borut Justin Jugoslavija                          | Margitta Krüger Werner Lempert Nemška demokratična republika   | Vratislava Nováková Karel Novák Češkoslovaška                  |
| Špital ob Dravi 1965   | Ludmilla Sirotková Václav Janoušek Češkoslovaška                | Jiřina Šedivcová Josef Šedivec Češkoslovaška                   | Erika Schönfeld Horst Wängler Nemška demokratična republika    |
| Lipno 1967             | Jaroslava Krčálová Milan Svoboda Češkoslovaška                  | Erika Uhlig Horst Wängler Nemška demokratična republika        | Edith Grabo Uwe Franz Nemška demokratična republika            |
| Bourg St.-Maurice 1969 | Jitka Traplová Milan Svoboda Češkoslovaška                      | Jarka Lutz · Claude Lutz · Francija                            | Hana Křížková Jiří Koudela Češkoslovaška                       |
| Merano 1971            | Hana Koudelová Jiří Koudela Češkoslovaška                       | Jitka Legatová Milan Svoboda Češkoslovaška                     | Ludmilla Sirotková Jiří Krejza Češkoslovaška                   |
| Muotathal 1973         | Carol Knight · Dave Knight · ZDA                                | Barbara Holcombe · Norman Holcombe · ZDA                       | Ria van Stipdonk Peter van Stipdonk Nizozemska                 |
| Skopje 1975            | Marietta Gillman · Chuck Lyda · ZDA                             | Rasa Dentremont · George Lhota · ZDA                           | Mikki Piras · Steve Draper · ZDA                               |
| Špital ob Dravi 1977   | Marietta Gillman · Chuck Lyda · ZDA                             | Linda Aponte · John Kennedy · ZDA                              | Kym Purdy · Stuart Dry · Avstralija                            |
| Bala 1981              | Elizabeth Hayman · Fritz Haller · ZDA                           | Barbara McKee · John Sweet · ZDA                               | Karen Marte · Brett Sorensen · ZDA                             |
| Pau 2017               | Margaux Henry · Yves Prigent · Francija                         | Niccolo Ferrari Stefanie Horn Italija                          | Veronika Vojtová Jan Mašek Češka                               |
| Rio de Janeiro 2018    | Marcin Pochwała Aleksandra Stach Poljska                        | Yves Prigent · Margaux Henry · Francija                        | Veronika Vojtová Jan Mašek Češka                               |
| La Seu d'Urgell 2019   | Tereza Fišerová Jakub Jáně Češka                                | Aleksandra Stach Marcin Pochwała Poljska                       | Jan Mašek Veronika Vojtová Češka                               |

#### C2 ekipno
| Prvenstvo              | Zlato | Srebro | Bron |
| Augsburg 1957          | Waltraud Schale in Rudolf Seifert Margot Seidler in Helmut Schmieder Brigitte Schmidt in Manfred Glöckner Nemška demokratična republika | Bonnaud in Thezier · Henriette Guette in Jean Olry · E. Spahr in M. Spahr · Francija                                       | – |
| Špital ob Dravi 1965   | Edith Grabo in Werner Lempert Monika Lehmann in Rolf Müller Erika Schönfeld in Horst Wängler Nemška demokratična republika              | Milada Absolonová in Antonín Absolon Ludmilla Sirotková in Václav Janoušek Jiřina Šedivcová in Josef Šedivec Češkoslovaška | Simone Blanc in Gérard Ghidini · Michele Olry in Michel Berthenet · Henriette Guette in Jean Olry · Francija |
| Bourg St.-Maurice 1969 | Jitka Traplová in Milan Svoboda Hana Křížková in Jiří Koudela Alena Prouzová in Petr Horyna Češkoslovaška                               | Françoise Labarelle in Ernest Labarelle · Jarka Lutz in Claude Lutz · Marie-France Curtil in Daniel Curtil · Francija      | Louise Wright in Paul Liebman · Nancy Southworth in Tom Southworth · Gay Fawcett in Mark Fawcett · ZDA       |

## Medalje po državah
| Poz.       | Država                        | Zlato | Srebro | Bron | Skupaj |
| ---------- | ----------------------------- | ----- | ------ | ---- | ------ |
| 1          | Francija                      | 61    | 61     | 39   | 161    |
| 2          | Nemška demokratična republika | 49    | 42     | 30   | 121    |
| 3          | Nemčija                       | 35    | 31     | 32   | 98     |
| 4          | Češka                         | 35    | 28     | 24   | 87     |
| 5          | Združeno kraljestvo           | 35    | 24     | 37   | 96     |
| 6          | Češkoslovaška                 | 33    | 45     | 41   | 119    |
| 7          | Zvezna republika Nemčija      | 25    | 26     | 26   | 77     |
| 8          | ZDA                           | 25    | 23     | 20   | 68     |
| 9          | Slovaška                      | 25    | 23     | 19   | 67     |
| 10         | Avstrija                      | 15    | 12     | 14   | 41     |
| 11         | Avstralija                    | 15    | 7      | 5    | 27     |
| 12         | Slovenija                     | 8     | 7      | 16   | 31     |
| 13         | Švica                         | 7     | 9      | 19   | 35     |
| 14         | Poljska                       | 5     | 13     | 15   | 33     |
| 15         | Italija                       | 4     | 7      | 8    | 19     |
| 16         | Jugoslavija                   | 2     | 5      | 7    | 14     |
| 17         | Španija                       | 1     | 7      | 8    | 16     |
| 18         | Brazilija                     | 1     | 1      | 2    | 4      |
| 19         | Kanada                        | 1     | 1      | 0    | 2      |
| 20         | Rusija                        | 0     | 2      | 4    | 6      |
| 21         | Nizozemska                    | 0     | 2      | 1    | 3      |
| 22         | Nova Zelandija                | 0     | 1      | 2    | 3      |
| 23         | Hrvaška                       | 0     | 1      | 0    | 1      |
| 23         | Kitajska                      | 0     | 1      | 0    | 1      |
| 25         | Maroko                        | 0     | 0      | 1    | 1      |
| 25         | Andora                        | 0     | 0      | 1    | 1      |
| 25         | Argentina                     | 0     | 0      | 1    | 1      |
| 25         | Ruska kajakaška zveza         | 0     | 0      | 1    | 1      |
| Skupaj: 28 | Skupaj: 28                    | 382   | 379    | 373  | 1134   |